# 砂羽と可奈子があの街の美味しいギャップ大発見!だけど食堂
『砂羽と可奈子があの街の美味しいギャップ大発見!だけど食堂』（さわとかなこがあのまちのおいしいギャップだいはっけん だけどしょくどう）は、2013年4月7日から2014年9月28日まで、朝日放送とジーヤマの共同制作により、テレビ朝日系列で毎週日曜日9:30 - 10:00(日本標準時)に放送された情報バラエティ番組である。略称は、『だけど食堂』
。

## 概要
「○○だけど」をテーマにした、個性的な飲食店を紹介する。
2014年9月28日放送の「最終回だけど台湾SP」で終了した。これにより『ヒットの泉〜ニッポンの夢ヂカラ!〜』から続いていた。ジーヤマの共同制作番組が2年半の歴史に幕をと閉じた。

## 出演者
- 鈴木砂羽（キャッチフレーズは「女優だけどフランク」）
- 柳原可奈子（同「ぽっちゃりだけど脚が細い」）
- 案内人ゲスト - 出演しない回が多い。
  - 開始当初は「だけどサークル会員」という肩書で、2013年4 - 5月はお笑い芸人、特によしもとクリエイティブ・エージェンシー所属者の起用が多かった。
  - 2013年7月21日放送分では、初の女性案内人として安達祐実が出演した。
  - 2013年8月18日放送分の神保悟志以降は、案内人の出演がしばらくなかった。2014年より毎月最初の放送で出演再開し、同年2月9日放送分「大物芸能人だけど激安商店街ぶらりSP」では鈴木が所属するホリプロの先輩である和田アキ子が出演した。また柳原が所属する太田プロダクションからの起用は無かった。
- 冨永みーな（ナレーター）

## ネット局
| 放送対象地域   | 放送局                       | 系列           | 放送時間           | 遅れ       |
| -------------- | ---------------------------- | -------------- | ------------------ | ---------- |
| 近畿広域圏     | 朝日放送（ABC）              | テレビ朝日系列 | 日曜 9:30 - 10:00  | 制作局     |
| 北海道         | 北海道テレビ（HTB）          | テレビ朝日系列 | 日曜 9:30 - 10:00  | 同時ネット |
| 青森県         | 青森朝日放送（ABA）          | テレビ朝日系列 | 日曜 9:30 - 10:00  | 同時ネット |
| 岩手県         | 岩手朝日テレビ（IAT）        | テレビ朝日系列 | 日曜 9:30 - 10:00  | 同時ネット |
| 宮城県         | 東日本放送（KHB）            | テレビ朝日系列 | 日曜 9:30 - 10:00  | 同時ネット |
| 秋田県         | 秋田朝日放送（AAB）          | テレビ朝日系列 | 日曜 9:30 - 10:00  | 同時ネット |
| 山形県         | 山形テレビ（YTS）            | テレビ朝日系列 | 日曜 9:30 - 10:00  | 同時ネット |
| 福島県         | 福島放送（KFB）              | テレビ朝日系列 | 日曜 9:30 - 10:00  | 同時ネット |
| 関東広域圏     | テレビ朝日（EX）             | テレビ朝日系列 | 日曜 9:30 - 10:00  | 同時ネット |
| 新潟県         | 新潟テレビ21（UX）           | テレビ朝日系列 | 日曜 9:30 - 10:00  | 同時ネット |
| 長野県         | 長野朝日放送（abn）          | テレビ朝日系列 | 日曜 9:30 - 10:00  | 同時ネット |
| 静岡県         | 静岡朝日テレビ（SATV）       | テレビ朝日系列 | 日曜 9:30 - 10:00  | 同時ネット |
| 石川県         | 北陸朝日放送（HAB）          | テレビ朝日系列 | 日曜 9:30 - 10:00  | 同時ネット |
| 中京広域圏     | 名古屋テレビ（メ～テレ/NBN） | テレビ朝日系列 | 日曜 9:30 - 10:00  | 同時ネット |
| 広島県         | 広島ホームテレビ（HOME）     | テレビ朝日系列 | 日曜 9:30 - 10:00  | 同時ネット |
| 山口県         | 山口朝日放送（yab）          | テレビ朝日系列 | 日曜 9:30 - 10:00  | 同時ネット |
| 香川県・岡山県 | 瀬戸内海放送（KSB）          | テレビ朝日系列 | 日曜 9:30 - 10:00  | 同時ネット |
| 愛媛県         | 愛媛朝日テレビ（eat）        | テレビ朝日系列 | 日曜 9:30 - 10:00  | 同時ネット |
| 福岡県         | 九州朝日放送（KBC）          | テレビ朝日系列 | 日曜 9:30 - 10:00  | 同時ネット |
| 長崎県         | 長崎文化放送（ncc）          | テレビ朝日系列 | 日曜 9:30 - 10:00  | 同時ネット |
| 熊本県         | 熊本朝日放送（KAB）          | テレビ朝日系列 | 日曜 9:30 - 10:00  | 同時ネット |
| 大分県         | 大分朝日放送（OAB）          | テレビ朝日系列 | 日曜 9:30 - 10:00  | 同時ネット |
| 鹿児島県       | 鹿児島放送（KKB）            | テレビ朝日系列 | 日曜 9:30 - 10:00  | 同時ネット |
| 沖縄県         | 琉球朝日放送（QAB）          | テレビ朝日系列 | 日曜 9:30 - 10:00  | 同時ネット |
| 鳥取県・島根県 | 山陰放送（BSS）              | TBS系列        | 月曜 15:55 - 16:24 | 遅れネット |

過去のネット局
| 放送対象地域 | 放送局            | 系列           | 放送時間           | 備考                                              |
| ------------ | ----------------- | -------------- | ------------------ | ------------------------------------------------- |
| 富山県       | 北日本放送（KNB） | 日本テレビ系列 | 土曜 16:30 - 17:00 | 2013年5月11日放送開始 同年7月13日を以て打ち切り。 |

## スタッフ
- 企画：藤田和弥（朝日放送）、山地孝英（G-yama）
- 構成：ヒロハラノブヒコ、石井裕之、坂田愛実
- カメラ：真野昇太、畠中宏
- 音声：石原雄一
- VE：大高浩
- 編集：吉村政孝
- MA：小林ケント
- CG：安居院一展
- 音効：福永真弓
- リサーチ：田中奈緒、佐藤直也、田中あづみ
- 技術協力：フジ・メディア・テクノロジー（旧 八峯テレビ）、テクノマックス、FREEDOM OF ZACK、MASURA
- 編成：園部充（朝日放送）
- 番宣：岡崎由記（朝日放送）
- コンテンツ事業：岸本拓磨（朝日放送）
- AP：渡辺敦成
- AD：大西史晃、平田衣里奈、諸賀智衣、山口敏（※週替り1名）
- 番組デスク：松原幹（朝日放送）
- ディレクター：永松近也、井谷光太郎、前田朗光、吾妻聖子
- 演出：大島圭司・高橋寛之（共にG-yama）
- プロデューサー：近藤真広（朝日放送）、高橋利一郎（G-yama）
- チーフプロデューサー：植田貴之（朝日放送）
- 制作：朝日放送、ジーヤマ

### 過去のスタッフ
- 番宣：多田香奈子（朝日放送）
- コンテンツ事業：梅村陽子（朝日放送）
- ディレクター：村井このみ、柿田隼